# Militaire begraafplaats in Alendorf
De militaire begraafplaats in Alendorf is een militaire begraafplaats in Noordrijn-Westfalen, Duitsland. Op de begraafplaats liggen omgekomen militairen uit de Tweede Wereldoorlog.

## Begraafplaats
Op de begraafplaats rusten 132 Duitse militairen, één Russische militair en 13 militairen met andere nationaliteiten begraven. De meesten kwamen in de laatste fase van de Tweede Wereldoorlog om het leven. Het gebied rond Alendorf lag enige tijd in de frontlinie.